# Mihail Mikalajevics Hardzejcsuk
Mihail Mikalajevics Hardzejcsuk (belaruszul: Міхаіл Мікалаевіч Гардзейчук; Szaran, Szovjetunió, 1989. október 23. –) fehérorosz válogatott labdarúgó, aki jelenleg a BATE Bariszav játékosa.
A fehérorosz válogatott tagjaként részt vett a 2012. évi nyári olimpiai játékokon.

## Sikerei, díjai

### Klub
- BATE Bariszav
  - Fehérorosz bajnok: 2011, 2014, 2015, 2016
  - Fehérorosz kupa: 2015
  - Fehérorosz szuperkupa: 2011, 2015

### Válogatott
- Fehéroroszország U21
  - U21-es labdarúgó-Európa-bajnokság bronzérmes: 2011

### Egyéni
- Fehérorosz bajnokság gólkirálya: 2016

## Válogatott góljai
| # | Időpont             | Helyszín                                   | Ellenfél      | Gólok | Eredmény | Kiírás                                       |
| - | ------------------- | ------------------------------------------ | ------------- | ----- | -------- | -------------------------------------------- |
| 1 | 2014. május 21.     | Rheinpark Stadion, Vaduz, Liechtenstein    | Liechtenstein | 1–0   | 5–1      | Barátságos mérkőzés                          |
| 2 | 2015. szeptember 8. | Bariszav Aréna, Bariszav, Fehéroroszország | Luxemburg     | 1–0   | 2–0      | 2016-os labdarúgó-Európa-bajnokság selejtező |
| 3 | 2015. szeptember 8. | Bariszav Aréna, Bariszav, Fehéroroszország | Luxemburg     | 2–0   | 2–0      | 2016-os labdarúgó-Európa-bajnokság selejtező |
| 4 | 2016. május 31.     | Turners Cross, Cork, Írország              | Írország      | 1–0   | 2–1      | Barátságos mérkőzés                          |